# Simone Corsi
Simone Corsi (Roma, 24 aprile 1987) è un pilota motociclistico italiano ritiratosi dall'attività agonistica, campione italiano della classe Supersport nel 2023, vincitore del World Supersport Challenge nel 2024.

## Carriera

### Gli inizi
Cresciuto nella periferia sud della Capitale, zona Morena, tifoso della Roma e appassionato di moto sin dall'infanzia ha preso dal padre, Stefano, ex pilota di cross, la passione del motore ed a soli quattro anni Corsi debutta su una minimoto. L'anno successivo corre la sua prima gara e arriva terzo, da allora non si è più fermato: dal 1993 al 2000 è sempre sul podio del campionato italiano. Il debutto su moto da gran premio risale all'ottobre 2001 a Misano, dove è 10º nel campionato italiano.
Nel 2002 si è classificato 6º nella prova di campionato italiano a Imola e primo nel Trofeo Honda GP a Magione; nello stesso anno si classifica 3º nel campionato italiano velocità classe 125 e ottiene il suo miglior risultato aggiudicandosi il Trofeo Honda GP 125, tagliando per primo il traguardo in quattro gare su cinque. Nello stesso anno esordisce nel motomondiale nella classe 125, correndo il Gran Premio casalingo in qualità di wild card, a bordo di una Honda, senza ottenere punti.

### Classe 125
Nel 2003 a 16 anni diventa pilota titolare con il team Scot, con compagno di squadra Andrea Dovizioso, ottenendo come miglior risultato due noni posti (Germania e Portogallo) e piazzandosi 19º in classifica generale con 32 punti. In questa stagione è costretto a saltare i GP di Malesia e Australia per infortunio. Nel 2004 riesce a conquistare un 3º posto sulla pista di Motegi in Giappone ed a terminare la stagione al 13º posto con 61 punti. Nel 2005 passa alla classe 250 con l'Aprilia RSV 250 del team MS Aprilia Italia Corse, con compagno di squadra Alex De Angelis, ottenendo come miglior risultato un quinto posto in Catalogna e terminando la stagione 14º con 59 punti.
L'anno successivo torna alla classe di minore cilindrata, guidando per la Squadra Corse Metis Gilera, ottenendo come miglior risultato due quarti posti (Turchia e Olanda) e terminando la stagione 12º con 79 punti. In questa stagione è costretto a saltare i GP di Australia e Giappone per infortunio. Nel 2007 passa al team Skilled Racing, con compagno di squadra Federico Sandi, ottenendo la sua prima vittoria in Turchia, oltre a un terzo posto in Italia; termina la stagione al 6º posto con 168 punti. Nel 2008 porta in pista l'Aprilia RS 125 R del team Jack & Jones WRB; il compagno di squadra è Nicolás Terol. Ottiene quattro vittorie (Spagna, Portogallo, Italia e Comunità Valenciana), tre terzi posti (Olanda, San Marino e Malesia), tre pole position (Portogallo, Gran Bretagna e Olanda) e si piazza al secondo posto finale nella classifica iridata con 225 punti alle spalle del campione francese Mike Di Meglio.
Nel 2009, dopo una serie di risultati poco brillanti, lascia il team Jack & Jones a metà stagione circa, e si sposta al team Fontana Racing, con compagno di squadra Lorenzo Savadori. I risultati migliorano con il cambio di squadra, ed arrivano i podi a Donington (secondo) e ad Indianapolis (terzo). Tuttavia, la negativa prima metà di campionato non gli consente di andare oltre l'undicesimo posto in classifica generale a quota 81 punti.

### Moto2
Nel 2010 passa alla classe Moto2 con una TSR 6 (marchiata ai fini del campionato costruttori come MotoBi) del team JiR Moto2, il compagno di squadra è Mattia Pasini. Ottiene due terzi posti (Francia e Italia) e termina la stagione al 5º posto con 138 punti. Nel 2011 rimane in Moto2, questa volta con una FTR M211 del team Ioda Racing Project, ancora con Mattia Pasini come compagno di squadra. Ottiene due terzi posti (Spagna e Aragona) e termina la stagione al 6º posto con 127 punti. Nel 2012 viene confermato dal team Came IodaRacing Project, ed ottiene una pole position in Aragona e tre quinti posti (Catalogna, Gran Bretagna e Repubblica Ceca) come miglior risultato in gara; conclude la stagione all'11º posto con 88 punti. Nel 2013 passa al team NGM Mobile Racing alla guida di una Speed Up SF13. Ottiene un secondo posto in Germania e termina la stagione all'11º posto con 108 punti.
Nel 2014 corre ancora per il team Forward, alla guida nelle prime quattro gare stagionali di una Forward KLX per poi passare ad una Kalex Moto2, il compagno di squadra è Mattia Pasini. Ottiene un secondo posto in Francia e un terzo posto in Germania e termina la stagione al 7º posto con 100 punti. In questa stagione è costretto a saltare i Gran Premi di San Marino, Aragona, Giappone, Australia, Malesia e Comunità Valenciana a causa della frattura scomposta dell'ulna sinistra rimediata nel precedente GP di Gran Bretagna. Nel 2015 rimane nello stesso team, con compagno di squadra Lorenzo Baldassarri. Chiude la stagione al dodicesimo posto con 86 punti. Nel 2016 passa al team Speed Up Racing. Ottiene un secondo posto in Francia e un terzo posto in Qatar e termina la stagione al 10º posto con 103 punti. Nel 2017 rimane nello stesso team. Ottiene come miglior risultato un quarto posto in Germania e termina la stagione al 9º posto con 117 punti.
Nel 2018 passa al team Tasca Racing, che gli affida una Kalex; il compagno di squadra è Federico Fuligni. Ottiene come miglior risultato un ottavo posto in Germania e termina la stagione al 14º posto con 53 punti. Nel 2019 rimane nello stesso team, questa volta senza un compagno di squadra, dopo il Gran Premio di Germania a luglio, il rapporto con il Team Tasca Racing viene interrotto ed il pilota viene sostituito da Mattia Pasini. Rientra, per i Gran Premi di Misano e Aragona, con la NTS H7 del Team RW Racing GP. Totalizza 10 punti chiudendo 24º tra i piloti.
Nel 2020 corre per il team Forward Racing alla guida di una MV Agusta; il compagno di squadra è Stefano Manzi. Ottiene come miglior risultato un decimo posto in Aragona e termina la stagione al 24º posto con 15 punti. In questa stagione è costretto a saltare il Gran Premio della Repubblica Ceca a causa della frattura di un dito del piede destro rimediata nel warm up del GP.
Nel 2021 rimane nello stesso team, con compagno di squadra Lorenzo Baldassarri. Ottiene una pole position in Comunità Valenciana e un nono posto in Francia come miglior risultato in gara e chiude la stagione al ventiquattresimo posto con 16 punti. In questa stagione è costretto a saltare i Gran Premi di Qatar, Doha e Portogallo per la frattura del polso sinistro rimediata nelle qualifiche del GP del Qatar.Il suo posto in squadra, in questo frangente, viene preso da Miquel Pons e da Tommaso Marcon. Nel 2022 disputa la terza stagione con il team Forward. In occasione del Gran Premio di Misano è chiamato dal Team Keope a sostituire Niccolò Canepa (impegnato nel mondiale Endurance) nella classe Superbike del Campionato Italiano Velocità. Ottiene punti in entrambe le gare classificandosi al diciottesimo posto, mentre nel mondiale chiude la sua ultima stagione (dopo 20 anni e oltre trecento Gran Premi) senza punti.

### Supersport
Nel 2023 prende parte per la prima volta alla categoria Supersport del Campionato Italiano. Gareggia come pilota titolare per il team Altogo in sella ad una Yamaha YZF-R6. Porta a termine tutte le gare previste prendendo sempre punti e, con dieci piazzamenti a podio tra cui due vittorie, vince il titolo nazionale con un margine di sessanta punti sul secondo classificato. Contestualmente al campionato nazionale e con la stessa squadra, disputa alcuni Gran Premi del mondiale Supersport nei quali centra la zona punti cinque volte su sei classificandosi al ventesimo posto. Nel 2024 gareggia in pianta stabile nel mondiale Supersport: è ingaggiato da Renzi Corse che gli mette a disposizione una Panigale V2 con cui prende parte anche alla Worls Supersport Challenge. Con quasi sessanta punti chiude quindicesimo in campionato e vince la Challenge.

### Dopo le competizioni
Dopo due anni di assenza torna nel motomondiale per disputare, in qualità di wild card, il Gran Premio della Solidarietà in sella ad una Forward F2. Dopo aver concluso la gara in ventiseiesima posizione viene annunciata la sua permanenza nel team Forward Racing per la stagione successiva in veste di direttore sportivo.

## Risultati in gara

### Motomondiale
| 2002 | Classe | Moto  |  |  |  |  |    |  |  |  |  |  |  |  |  |  |  |  |  |  |  |  | Punti | Pos. |
| ---- | ------ | ----- |  |  |  |  | -- |  |  |  |  |  |  |  |  |  |  |  |  |  |  |  | ----- | ---- |
| 2002 | 125    | Honda |  |  |  |  | 22 |  |  |  |  |  |  |  |  |  |  |  |  |  |  |  | 0     |      |

| 2003 | Classe | Moto  |    |    |    |    |    |    |    |     |   |     |   |    |    |    |    |     |  |  |  |  | Punti | Pos. |
| ---- | ------ | ----- | -- | -- | -- | -- | -- | -- | -- | --- | - | --- | - | -- | -- | -- | -- | --- |  |  |  |  | ----- | ---- |
| 2003 | 125    | Honda | 12 | 14 | 21 | 14 | 12 | 15 | 12 | Rit | 9 | Rit | 9 | 22 | 15 | NP | NP | Rit |  |  |  |  | 32    | 19º  |

| 2004 | Classe | Moto  |    |    |    |    |     |    |    |    |   |   |     |   |     |     |    |   |  |  |  |  | Punti | Pos. |
| ---- | ------ | ----- | -- | -- | -- | -- | --- | -- | -- | -- | - | - | --- | - | --- | --- | -- | - |  |  |  |  | ----- | ---- |
| 2004 | 125    | Honda | 14 | 12 | 15 | 11 | Rit | 18 | 13 | 12 | 5 | 9 | Rit | 3 | Rit | Rit | 16 | 8 |  |  |  |  | 61    | 13º  |

| 2005 | Classe | Moto    |   |    |   |    |   |   |    |    |   |     |     |    |     |    |    |     |     |  |  |  | Punti | Pos. |
| ---- | ------ | ------- | - | -- | - | -- | - | - | -- | -- | - | --- | --- | -- | --- | -- | -- | --- | --- |  |  |  | ----- | ---- |
| 2005 | 250    | Aprilia | 9 | 17 | 8 | 11 | 9 | 5 | 10 | NE | 6 | Rit | Rit | 11 | Rit | 17 | 16 | Rit | Rit |  |  |  | 59    | 14º  |

| 2006 | Classe | Moto   |    |   |   |    |    |    |     |   |    |   |    |    |    |    |    |   |    |  |  |  | Punti | Pos. |
| ---- | ------ | ------ | -- | - | - | -- | -- | -- | --- | - | -- | - | -- | -- | -- | -- | -- | - | -- |  |  |  | ----- | ---- |
| 2006 | 125    | Gilera | 11 | 9 | 4 | 10 | 10 | 10 | Rit | 4 | 13 | 5 | NE | 15 | 15 | NP | NQ | 9 | 19 |  |  |  | 79    | 12º  |

| 2007 | Classe | Moto    |   |     |   |   |   |   |   |    |   |   |    |   |     |   |   |   |   |    |  |  | Punti | Pos. |
| ---- | ------ | ------- | - | --- | - | - | - | - | - | -- | - | - | -- | - | --- | - | - | - | - | -- |  |  | ----- | ---- |
| 2007 | 125    | Aprilia | 5 | Rit | 1 | 5 | 8 | 3 | 7 | 10 | 5 | 4 | NE | 7 | Rit | 4 | 6 | 4 | 7 | 12 |  |  | 168   | 6º   |

| 2008 | Classe | Moto    |   |   |   |     |    |   |   |   |   |   |    |    |   |   |   |   |   |   |  |  | Punti | Pos. |
| ---- | ------ | ------- | - | - | - | --- | -- | - | - | - | - | - | -- | -- | - | - | - | - | - | - |  |  | ----- | ---- |
| 2008 | 125    | Aprilia | 7 | 1 | 1 | Rit | 13 | 1 | 5 | 5 | 3 | 5 | NE | 10 | 3 | 7 | 7 | 8 | 3 | 1 |  |  | 225   | 2º   |

| 2009 | Classe | Moto    |    |    |    |     |    |    |   |    |     |   |     |   |   |     |   |     |   |  |  |  | Punti | Pos. |
| ---- | ------ | ------- | -- | -- | -- | --- | -- | -- | - | -- | --- | - | --- | - | - | --- | - | --- | - |  |  |  | ----- | ---- |
| 2009 | 125    | Aprilia | 14 | 15 | 14 | Rit | 18 | 16 | 8 | NE | Rit | 2 | Rit | 3 | 7 | Rit | 5 | Rit | 4 |  |  |  | 81    | 11º  |

| 2010 | Classe | Moto   |   |   |   |   |     |    |   |     |    |   |   |   |   |    |    |   |    |   |  |  | Punti | Pos. |
| ---- | ------ | ------ | - | - | - | - | --- | -- | - | --- | -- | - | - | - | - | -- | -- | - | -- | - |  |  | ----- | ---- |
| 2010 | Moto2  | MotoBi | 8 | 5 | 3 | 3 | Rit | 12 | 6 | Rit | NE | 8 | 5 | 4 | 5 | 11 | 10 | 8 | 14 | 7 |  |  | 138   | 5º   |

| 2011 | Classe | Moto |   |   |   |   |   |    |    |   |   |    |   |    |    |   |   |    |     |     |  |  | Punti | Pos. |
| ---- | ------ | ---- | - | - | - | - | - | -- | -- | - | - | -- | - | -- | -- | - | - | -- | --- | --- |  |  | ----- | ---- |
| 2011 | Moto2  | FTR  | 6 | 3 | 5 | 7 | 4 | 10 | 14 | 7 | 8 | NE | 9 | 14 | 10 | 3 | 5 | 15 | Rit | Rit |  |  | 127   | 6º   |

| 2012 | Classe | Moto |   |    |     |     |   |   |     |   |    |    |   |   |     |   |   |    |   |    |  |  | Punti | Pos. |
| ---- | ------ | ---- | - | -- | --- | --- | - | - | --- | - | -- | -- | - | - | --- | - | - | -- | - | -- |  |  | ----- | ---- |
| 2012 | Moto2  | FTR  | 8 | 17 | Rit | Rit | 5 | 5 | Rit | 6 | 18 | NE | 8 | 5 | Rit | 7 | 6 | 22 | 6 | 17 |  |  | 88    | 11º  |

| 2013 | Classe | Moto     |   |    |    |    |   |    |     |   |    |   |   |   |     |     |    |   |     |   |  |  | Punti | Pos. |
| ---- | ------ | -------- | - | -- | -- | -- | - | -- | --- | - | -- | - | - | - | --- | --- | -- | - | --- | - |  |  | ----- | ---- |
| 2013 | Moto2  | Speed Up | 7 | 15 | 13 | 11 | 7 | 10 | Rit | 2 | NE | 6 | 9 | 9 | Rit | Rit | 11 | 4 | Rit | 4 |  |  | 108   | 11º  |

| 2014 | Classe | Moto                |   |   |   |     |   |   |     |    |   |   |    |     |     |     |     |     |     |     |  |  | Punti | Pos. |
| ---- | ------ | ------------------- | - | - | - | --- | - | - | --- | -- | - | - | -- | --- | --- | --- | --- | --- | --- | --- |  |  | ----- | ---- |
| 2014 | Moto2  | Forward KLX e Kalex | 5 | 5 | 5 | Rit | 2 | 4 | Rit | 13 | 3 | 5 | 12 | Rit | Inf | Inf | Inf | Inf | Inf | Inf |  |  | 100   | 7º   |

| 2015 | Classe | Moto  |     |    |     |   |    |     |    |    |   |        |    |     |   |   |   |    |   |   |  |  | Punti | Pos. |
| ---- | ------ | ----- | --- | -- | --- | - | -- | --- | -- | -- | - | ------ | -- | --- | - | - | - | -- | - | - |  |  | ----- | ---- |
| 2015 | Moto2  | Kalex | Rit | 11 | Rit | 8 | 18 | Rit | 13 | 10 | 4 | [ 22 ] | 11 | Rit | 4 | 9 | 7 | 13 | 9 | 9 |  |  | 86    | 12º  |

| 2016 | Classe | Moto     |   |    |   |     |   |    |     |   |     |     |    |   |     |   |   |   |    |    |  |  | Punti | Pos. |
| ---- | ------ | -------- | - | -- | - | --- | - | -- | --- | - | --- | --- | -- | - | --- | - | - | - | -- | -- |  |  | ----- | ---- |
| 2016 | Moto2  | Speed Up | 3 | 20 | 6 | Rit | 2 | 12 | Rit | 7 | Rit | Rit | 19 | 8 | Rit | 9 | 6 | 7 | 11 | 11 |  |  | 103   | 10º  |

| 2017 | Classe | Moto     |    |   |   |     |   |   |    |     |   |   |    |   |   |   |    |   |    |   |  |  | Punti | Pos. |
| ---- | ------ | -------- | -- | - | - | --- | - | - | -- | --- | - | - | -- | - | - | - | -- | - | -- | - |  |  | ----- | ---- |
| 2017 | Moto2  | Speed Up | 17 | 6 | 7 | Rit | 8 | 8 | 11 | Rit | 4 | 6 | 11 | 6 | 7 | 7 | 21 | 7 | 11 | 9 |  |  | 117   | 9º   |

| 2018 | Classe | Moto  |    |    |    |    |    |    |    |    |   |    |     |    |    |    |    |     |    |    |    |  | Punti | Pos. |
| ---- | ------ | ----- | -- | -- | -- | -- | -- | -- | -- | -- | - | -- | --- | -- | -- | -- | -- | --- | -- | -- | -- |  | ----- | ---- |
| 2018 | Moto2  | Kalex | 14 | 23 | 12 | 12 | 14 | 10 | 12 | 15 | 8 | 15 | Rit | AN | 11 | 12 | 10 | Rit | 19 | 16 | 10 |  | 53    | 14º  |

| 2019 | Classe | Moto        |    |     |   |     |     |     |    |     |    |  |  |  |    |    |  |  |  |  |  |  | Punti | Pos. |
| ---- | ------ | ----------- | -- | --- | - | --- | --- | --- | -- | --- | -- |  |  |  | -- | -- |  |  |  |  |  |  | ----- | ---- |
| 2019 | Moto2  | Kalex e NTS | 19 | Rit | 8 | Rit | Rit | Rit | 14 | Rit | 21 |  |  |  | 19 | 21 |  |  |  |  |  |  | 10    | 24º  |

| 2020 | Classe | Moto      |    |    |     |    |    |    |    |    |    |    |    |    |     |    |     |  |  |  |  |  | Punti | Pos. |
| ---- | ------ | --------- | -- | -- | --- | -- | -- | -- | -- | -- | -- | -- | -- | -- | --- | -- | --- |  |  |  |  |  | ----- | ---- |
| 2020 | Moto2  | MV Agusta | 21 | 15 | Rit | NP | 20 | 20 | 14 | 12 | 15 | 16 | 10 | 15 | Rit | 17 | Rit |  |  |  |  |  | 15    | 24º  |

| 2021 | Classe | Moto      |    |     |     |     |   |     |    |     |    |    |    |    |    |     |    |    |    |    |  |  | Punti | Pos. |
| ---- | ------ | --------- | -- | --- | --- | --- | - | --- | -- | --- | -- | -- | -- | -- | -- | --- | -- | -- | -- | -- |  |  | ----- | ---- |
| 2021 | Moto2  | MV Agusta | NP | Inf | Inf | Rit | 9 | Rit | 16 | Rit | 22 | 25 | 19 | 22 | 10 | Rit | 13 | 19 | 17 | NP |  |  | 16    | 24º  |

| 2022 | Classe | Moto      |    |     |    |     |     |    |    |     |    |     |    |    |    |     |    |     |    |     |     |     | Punti | Pos. |
| ---- | ------ | --------- | -- | --- | -- | --- | --- | -- | -- | --- | -- | --- | -- | -- | -- | --- | -- | --- | -- | --- | --- | --- | ----- | ---- |
| 2022 | Moto2  | MV Agusta | 18 | Rit | 17 | Rit | Rit | 18 | 16 | Rit | 22 | Rit | 20 | 20 | 20 | Rit | 19 | Rit | 24 | Rit | Inf | Rit | 0     |      |

| 2024 | Classe | Moto    |  |  |  |  |  |  |  |  |  |  |  |  |  |  |  |  |  |  |  |    |  |  | Punti | Pos. |
| ---- | ------ | ------- |  |  |  |  |  |  |  |  |  |  |  |  |  |  |  |  |  |  |  | -- |  |  | ----- | ---- |
| 2024 | Moto2  | Forward |  |  |  |  |  |  |  |  |  |  |  |  |  |  |  |  |  |  |  | 26 |  |  | 0     |      |

| Legenda | 1º posto        | 2º posto            | 3º posto            | A punti      | Senza punti        | Grassetto – Pole position Corsivo – Giro più veloce |
| Legenda | Gara non valida | Non qual./Non part. | Ritirato/Non class. | Squalificato | '-' Dato non disp. | Grassetto – Pole position Corsivo – Giro più veloce |

### Campionato mondiale Supersport
| 2023 | Moto   |  |  |  |  |    |    |  |  |   |   |  |  |  |  |  |  |  |  |  |  |  |  |    |    | Punti | Pos. |
| ---- | ------ |  |  |  |  | -- | -- |  |  | - | - |  |  |  |  |  |  |  |  |  |  |  |  | -- | -- | ----- | ---- |
| 2023 | Yamaha |  |  |  |  | 16 | 13 |  |  | 6 | 6 |  |  |  |  |  |  |  |  |  |  |  |  | 12 | 10 | 33    | 20º  |

| 2024 | Moto   |  |  |    |    |    |    |     |    |    |    |     |    |    |    |    |    |     |    |    |    |   |    |    |    | Punti | Pos. |
| ---- | ------ |  |  | -- | -- | -- | -- | --- | -- | -- | -- | --- | -- | -- | -- | -- | -- | --- | -- | -- | -- | - | -- | -- | -- | ----- | ---- |
| 2024 | Ducati |  |  | 20 | 19 | 14 | 13 | Rit | 11 | 13 | 13 | Rit | 11 | 13 | 11 | 24 | 18 | Rit | 12 | 16 | 13 | 7 | 11 | 13 | 10 | 59    | 15º  |

| Legenda | 1º posto        | 2º posto            | 3º posto           | A punti      | Senza punti        | Grassetto – Pole position Corsivo – Giro più veloce |
| Legenda | Gara non valida | Non qual./Non part. | Ritirato/Non class | Squalificato | '-' Dato non disp. | Grassetto – Pole position Corsivo – Giro più veloce |